# Mesoleptus mirabilis
Mesoleptus mirabilis là một loài tò vò trong họ Ichneumonidae.